# شبه‌جزیره کراسنوودسک
شبه‌جزیره کراسنوودسک (روسی: Красноводский полуостров) یک شبه‌جزیره بزرگ در دریای کاسپین است که در غرب ترکمنستان واقع شده است.

## جغرافیا
این شبه‌جزیره از غرب با دریای کاسپین، از شمال با خلیج قره‌بغاز و از جنوب با خلیج ترکمن‌باشی (کراسنوودسک پیشین) هم‌مرز است.
اقلیم این شبه‌جزیره میان اقلیم کویری و اقلیم نیمه‌خشک است. شبه‌جزیره کراسنودودسک دارای آب و هوای خشک قاره‌ای است و میزان بارش در آن ۱۰۰ میلی‌متر در سال است. شبه‌جزیره عملاً توسط فلات کراسنوودسک پوشیده شده است. شهر ترکمن‌باشی در ساحل جنوبی خلیج کراسنوودسک واقع شده است. از نظر اداری شبه‌جزیره در استان بلخان ترکمنستان است.